# Interstate 580 (Nevada)
Pour les articles homonymes, voir Interstate 580.
L'Interstate 580 (I-580) est une autoroute auxiliaire de 35,02 miles (56,36 km) de l'ouest du Nevada. Elle forme un multiplex avec la US 395 depuis une intersection avec la US 50 près des limites sud de Carson City jusqu'à l'échangeur avec l'I-80 à Reno. L'autoroute est un lien direct et rapide entre le lac Tahoe et Carson City jusqu'à Reno et l'I-80.
La construction de l'autoroute entre Carson City et Reno était planifiée depuis 1956, mais les travaux n'ont commencé qu'en 1964. L'autoroute a ouvert en segments, le dernier en 2017. La désignation de l'I-580 a été approuvée en 1978 mais ce n'est qu'en 2012, lors de l'ouverture du Galena Creek Bridge que la route a été officiellement désignée I-580.

## Description du tracé
L'I-580 débute à une intersection avec la US 50 à Carson City et se continue jusqu'à un échangeur avec l'I-80 près du centre-ville de Reno. Dans les limites de Reno, l'autoroute est désignée comme la Martin Luther King Jr. Freeway. Dans les limites de Carson City, elle est plutôt désignée comme la Carson City Deputy Sheriff Carl Howell Memorial Freeway, en honneur à un officier du sheriff tué en fonction.
L'autoroute débute à la jonction avec la US 395 et longe les limites est de la Eagle Valley, où la majorité de la population de Carson City habite. Après avoir contourné Carson City par l'est, l'autoroute rejoint l'alignement original de la US 395. Elle se dirige vers le nord-ouest et longe le lac Washoe.
Après avoir longé le lac, l'autoroute coupe par les montagnes environnantes. L'autoroute atteint les limites sud de la ville de Reno après avoir redescendu des montagnes. Elle croise la route de ceinture de Reno (SR 659) pour ensuite longer l'Aéroport international de Reno-Tahoe. L'autoroute traverse ainsi le centre de Reno pour atteindre l'I-80, son terminus nord. La route se poursuit au-delà de l'I-80 comme US 395.

## Liste des sorties
| Interstate 580                            |                      |       |       |                      | | |
| Comté                                     | Municipalité         | mi    | km    | Sortie               | Intersections / Destinations                                                                            | Notes |
| Ville de Carson City                      | Ville de Carson City | 0,00  | 0,00  | —                    | US 50 ouest / US 395 sud / US 395 Bus. nord (S. Carson Street) – South Lake Tahoe, Minden, Gardnerville | Terminus sud du multiplex avec US 50 / US 395 |
| Ville de Carson City                      | Ville de Carson City | 2,84  | 4,57  | 3                    | Fairview Drive                                                                                          | |
| Ville de Carson City                      | Ville de Carson City | 4,57  | 7,35  | 5                    | US 50 est (E. William Street) – Dayton, Fallon                                                          | Terminus nord du multiplex avec US 50 |
| Ville de Carson City                      | Ville de Carson City | 6,73  | 10,83 | 6                    | College Parkway                                                                                         | |
| Ville de Carson City                      | Ville de Carson City | 8,03  | 12,92 | 7                    | Arrowhead Drive                                                                                         | Sortie direction nord, entrée direction sud |
| Ville de Carson City                      | Ville de Carson City | 8,46  | 13,62 | 8                    | US 395 Bus. sud (N. Carson Street)                                                                      | Sortie direction sud, entrée direction nord |
| Washoe                                    | Washoe Valley        | 9,37  | 15,08 | 10                   | Eastlake Boulevard                                                                                      | |
| Washoe                                    | Washoe Valley        | 11,20 | 18,02 | 12                   | Bellevue Road                                                                                           | |
| Washoe                                    | Washoe City          | 15,46 | 24,88 | 16                   | Old US 395 (US 395 Alt., Bowers Mansion Road, Carson–Reno Highway) – Washoe City                        | |
| Washoe                                    | Galena Creek         | 19,50 | 31,88 | Pont de Galena Creek | Pont de Galena Creek                                                                                    | Pont de Galena Creek |
| Washoe                                    | Reno                 | 23,46 | 37,76 | 24                   | SR 431 (en) (Mount Rose Highway) – North Lake Tahoe                                                     | |
| Washoe                                    | Reno                 | 24,94 | 40,14 | 25B                  | S. Virginia Street sud – Virginia City, Washoe City                                                     | Sortie direction sud, entrée direction nord |
| Washoe                                    | Reno                 | 25,40 | 40,88 | 25A                  | S. Virginia Street nord                                                                                 | Sortie direction sud, entrée direction nord |
| Washoe                                    | Reno                 | 25,58 | 41,17 | 26                   | Damonte Ranch Parkway                                                                                   | |
| Washoe                                    | Reno                 | 26,89 | 43,28 | 28                   | South Meadows Parkway                                                                                   | |
| Washoe                                    | Reno                 | 27,98 | 45,03 | 29                   | S. Virginia Street                                                                                      | |
| Washoe                                    | Reno                 | 30,19 | 48,59 | 30                   | Neil Road, Meadowood Mall Way                                                                           | |
| Washoe                                    | Reno                 | 30,97 | 49,84 | 31                   | S. Virginia Street, Kietzke Lane                                                                        | Sortie direction sud, entrée direction nord |
| Washoe                                    | Reno                 | 32,03 | 51,55 | 32                   | Moana Lane                                                                                              | |
| Washoe                                    | Reno                 | 32,95 | 53,03 | 33                   | Plumb Lane, Villanova Drive, Aéroport international de Reno-Tahoe                                       | Indiqué sortie 33A (Villanova Drive, Plumb Lane) et 33B (aéroport) en direction sud                                                                    |
| Washoe                                    | Reno                 | 33,93 | 54,61 | 34                   | Mill Street                                                                                             | |
| Washoe                                    | Reno                 | 34,46 | 55,46 | 35                   | E. Second Street, Glendale Avenue                                                                       | |
| Washoe                                    | Reno                 | 35,19 | 56,63 | 36                   | I-80 – Elko, Reno, Sacramento US 395 nord – Susanville                                                  | Terminus nord du multiplex avec US 395; indiqué sortie 36A (est) et 36B (ouest) en direction; sortie 15 de l'I-80; la route continue au-delà de l'I-80 |
| - Terminus de multiplex - Accès incomplet |                      |       |       |                      | | |